# Premio Pulitzer 1936
Quella del 1936 fu la ventesima assegnazione dei Premi Pulitzer e vide il conferimento di nove premi in dieci categorie, cinque relative al mondo del giornalismo e cinque relative al mondo della letteratura e del teatro, a cui furono aggiunte cinque menzioni speciali nel campo del giornalismo.
In quest'edizione, la giuria fu composta da 14 membri, tra cui il presidente della Columbia University, Nicholas Murray Butler, e fu presieduta da Ralph Pulitzer, redattore del New York World nonché figlio del fondatore dei premi Pulitzer, Joseph Pulitzer.

## Giornalismo
- Pubblico servizio:
  - Cedar Rapids Gazette per la sua campagna contro la corruzione a il malgoverno nello Stato dell'Iowa.[3]
- Giornalismo:
  - Lauren D. Lyman, del The New York Times, per lo scoop che rivelò i piani della famiglia di Charles Lindbergh per trasferirsi nel Regno Unito, lasciando gli Stati Uniti d'America.
- Corrispondenza:
  - Wilfred C. Barber, del Chicago Tribune, per i suoi resoconti sulla guerra d'Etiopia.
- Editoriale:
  - Felix Morley, del Washington Post, per gli eccellenti editoriali scritti nel corso dell'anno 1935.
  - George B. Parker, della Scripps-Howard Newspapers Alliance, per gli eccellenti editoriali scritti nel corso dell'anno 1935.
- Vignetta editoriale:
  - Non assegnato.

- Menzione speciale:
  - St. Paul Daily News, per la sua campagna contro la corruzione e il malgoverno nella città di Saint Paul, in Minnesota.
  - Webb Miller, della United Press, per i suoi resoconti sulla guerra d'Etiopia.
  - Ashman Brown, del Providence Evening Bulletin, per il suo servizio di corrispondente da Washington.
  - Jay G. Hayden, del The Detroit News, per una serie di articoli politici scritti durante un tour degli Stati Uniti d'America.
  - James A. Mills, dell'Associated Press, per il suo articolo sull'affitto dei giacimenti petroliferi etiopi alla Standard Oil.

## Letteratura e drammaturgia
- Romanzo:
  - Honey in the Horn, Harold L. Davis (Harper).
- Drammaturgia:
  - Idiot's Delight, di Robert E. Sherwood (Scribner).
- Storia:
  - A Constitutional History of the United States, di Andrew C. McLaughlin (Appleton).
- Biografie o Autobiografie:
  - The Thought and Character of William James, di Ralph Barton Perry (Little).
- Poesia:
  - Strange Holiness, di Robert Peter Tristram Coffin (Macmillan).